# 田浦 (横須賀市)
田浦（たうら）は、神奈川県横須賀市北部の行政区域。横須賀市田浦行政センターの担当区域に該当する。
所属する地域は、田浦泉町、田浦大作町、田浦町、田浦港町、長浦町、箱崎町、船越町、港が丘の8町域。北部は追浜地域、東部は東京湾（横須賀港）、西部は逗子市、南部は逸見地域に面する。市役所のある横須賀中央駅周辺からは約4km離れている。

## 概要
この地域は幕末の1866年（慶応元年）に作られた横須賀造船所や明治政府が横須賀鎮守府を設置したあたりから賑わうようになり、戦前は軍都横須賀の一地域として発展した。現在も海上自衛隊や在日米軍の施設などが複数所在する。また、戦後は東京、横浜のベッドタウンとしても発展した。
田浦は山が海に迫り平地が狭い地域である。その平地部分を東京、横浜方面と横須賀中央など三浦半島各地を連絡するための横須賀線や京急本線、国道16号が横切る。その幹線付近（下町）に元からの市街地があったが、やがて人口増加などの影響で谷戸や山腹まで住宅地が広がった。
名所としては田浦梅林や軍関係の施設（海軍水雷学校跡碑、長浦港方面に伸びる貨物線、長浦倉庫群など）がある。
田浦変電所周辺の山中に田浦廃村と呼ばれる開発放棄された廃墟住宅が密集していた地区があり、治安上の問題となっていた。2019年になってメガソーラー建設のために除却された。

## 主な施設

### 交通

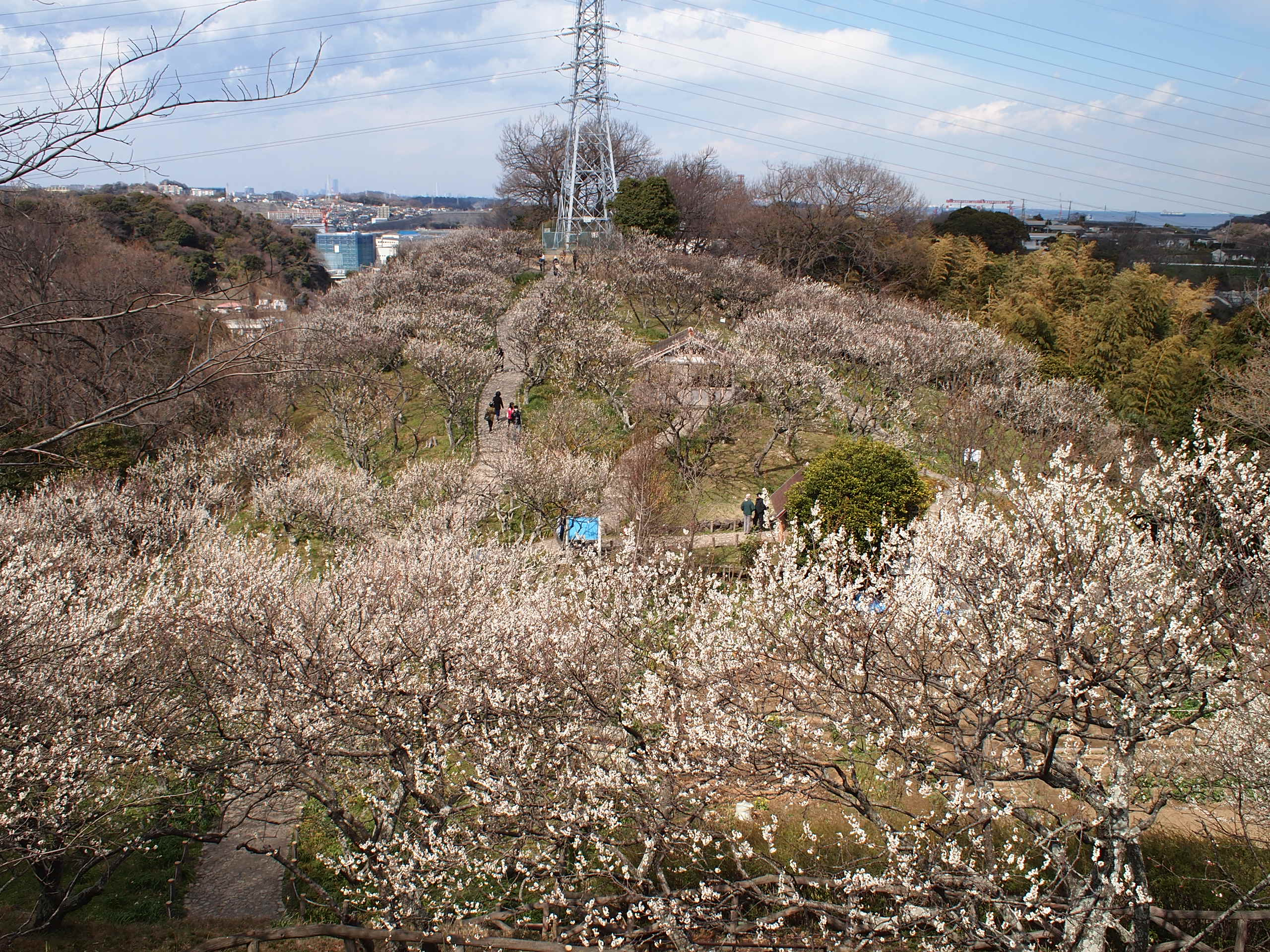
春の田浦梅林

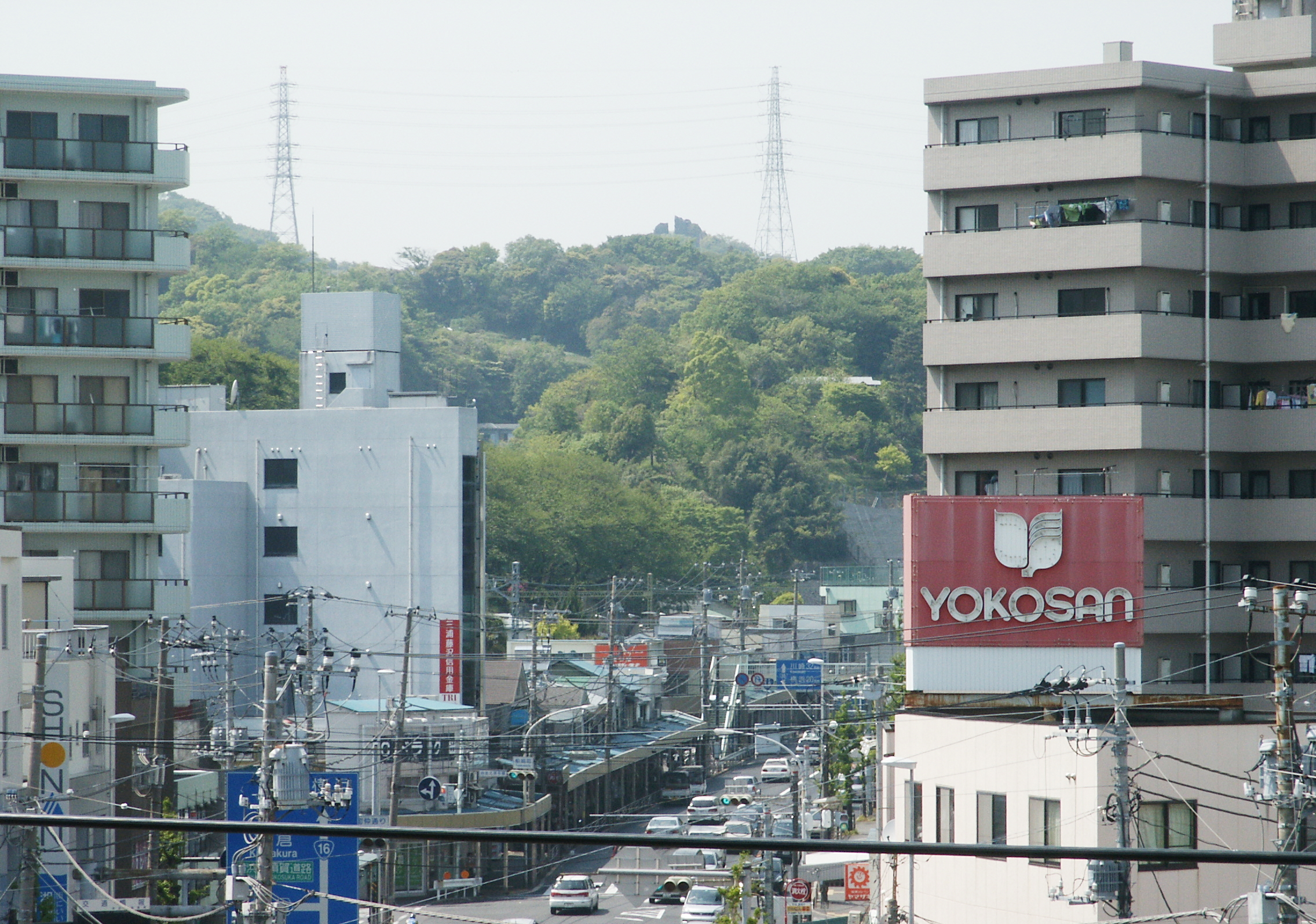
京急田浦駅前（2005年4月28日撮影）

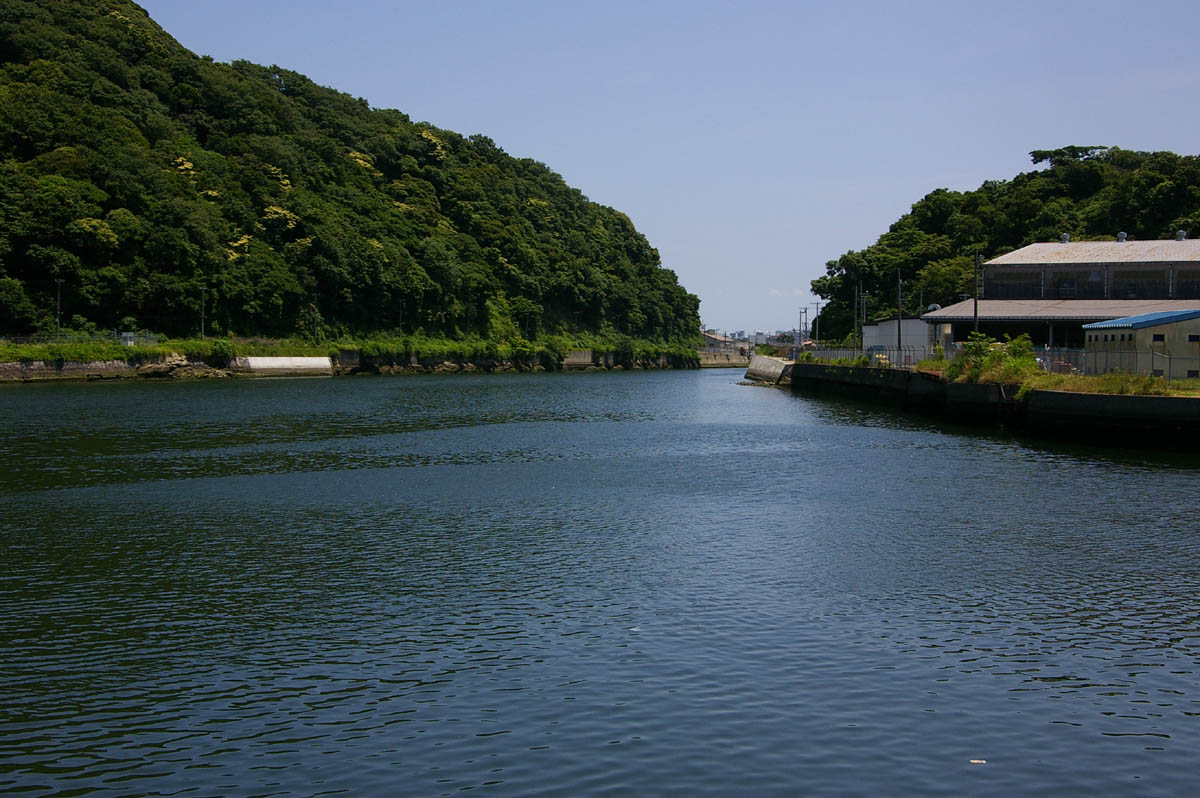
新井掘割

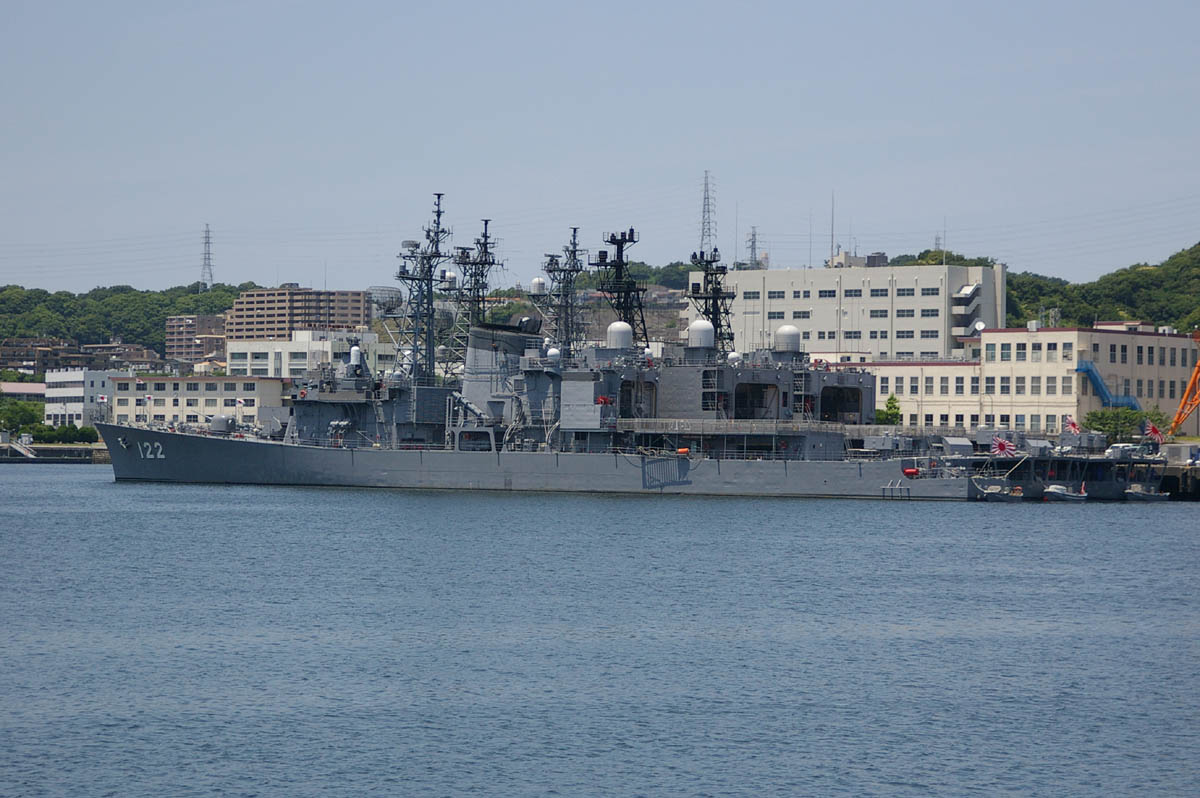
船越地区・自衛艦隊司令部前に接岸中の護衛艦

- 横須賀港
  - 長浦港
- 京急本線
  - 京急田浦駅 - 安針塚駅
- JR横須賀線
  - 田浦駅
- 国道16号
- 神奈川県道206号田浦停車場線
- 神奈川県道24号横須賀逗子線

### 公共・教育施設
- 横須賀市田浦行政センター
- 神奈川県田浦警察署
- 横須賀北部共済病院
- 横須賀市立田浦中学校
- 横須賀市立船越小学校
- 横須賀市立田浦小学校
- 横須賀市立長浦小学校
- 横浜ベイスターズ総合練習場（ベイスターズ球場 / 2019年に閉鎖）
- 田浦郵便局
- 横須賀船越郵便局
- 横須賀長浦郵便局

### 観光・商業施設

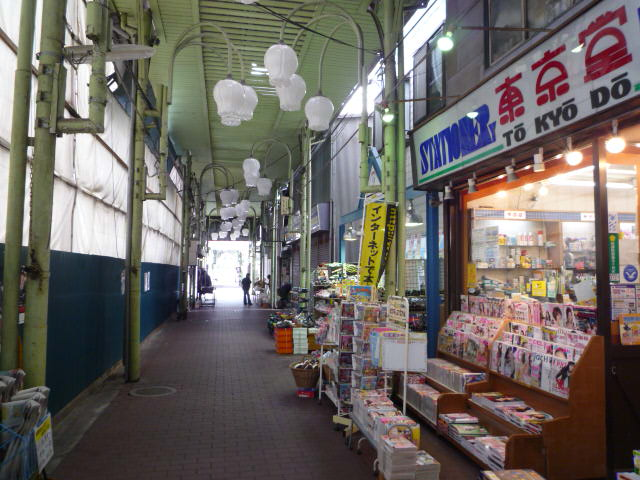
船越仲通り会

- 田浦梅林
- 十三峠
- 塚山公園 - 三浦按針夫妻墓（按針塚）
- 田浦ホタルの里
- 船越神社
- 吉倉公園
- 鷹取山
- 船越駅前通り商店会
- 船越仲通り会
- 船越仲見世商店会
- 田浦共栄会
- 田浦本町通り会
- 田浦新和会

### 海上自衛隊の関係施設
- 海上自衛隊横須賀基地船越地区（自衛艦隊司令部、潜水艦隊司令部）
- 自衛隊横須賀病院
- 海上自衛隊第2術科学校

### 在日米軍の関係施設
- 横須賀海軍施設
  - 吾妻倉庫地区

### 工業施設

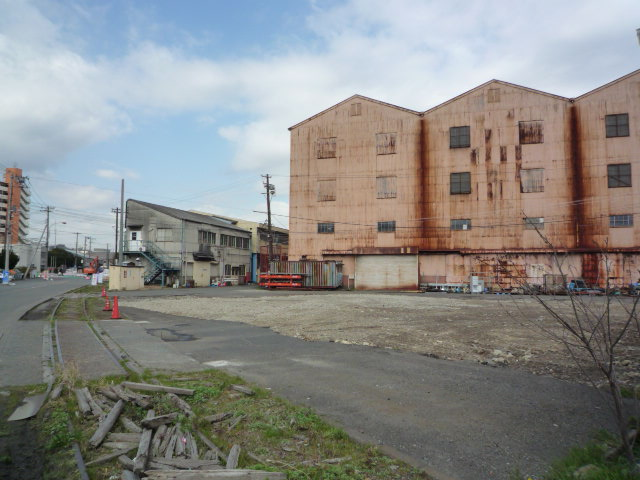
旧海軍軍需部長浦倉庫

- トヨタ自動車東日本横須賀事業所(旧関東自動車工業本社ビル)
- 日立機械エンジニアリング
- 東芝ライテック本社
- 相模運輸倉庫本社

## 田浦が舞台となった作品
- 芥川龍之介 「蜜柑」
- シェンムー 一章横須賀 （1999年、セガ）